# Já Se Fabricam Automóveis em Portugal
Já Se Fabricam Automóveis em Portugal (Portugiesisch für: „In Portugal werden jetzt Automobile hergestellt“) ist ein kurzer Dokumentarfilm des portugiesischen Regisseurs Manoel de Oliveira aus dem Jahr 1938. Es sind auch zwei Alternativtitel bekannt: Em Portugal Já Se Fazem Automóveis („In Portugal werden nun auch Autos gemacht“) und Portugal Já Faz Automóveis („Portugal baut jetzt Autos“).

## Inhalt
Der Film stellt in der Stimme eines Off-Sprechers das Werk des Automobilherstellers Edford aus Porto vor, der ab 1930 Sportwagen herstellte.

## Rezeption
Der Film hatte am 3. Februar 1938 im Teatro da Trindade Premiere, als Vorfilm von Chianca de Garcias Film A Rosa do Adro.
Manoel de Oliveira porträtierte hier den Sportwagenhersteller Edford aus seiner Heimatstadt Porto. Oliveira bestritt selber Autorennen und fuhr diese stets in Edford-Wagen. Mit diesem Film ging er seiner Leidenschaft für Automobile und Autorennen nach und entsprach offensichtlich gerne einer Bitte seines Freundes und Edford-Gründers Eduardo Ferreirinha, die Firma zu porträtieren und damit auch zu bewerben.
Sprecher war der Radio- und Fernsehjournalist Fernando Pessa (1902–2002) aus dem nahen Aveiro. In seinem Todesjahr 2002 sollte er als ältester Journalist der Welt ausgezeichnet werden.
Der Film galt lange als verschollen, bis die Cinemateca Portuguesa ihn 1998 wiederentdeckte und ihn seither mehrmals zeigte, zuletzt in einem Filmzyklus zu Manoel de Oliveira 2018. Erhalten geblieben ist jedoch nur das Bild, die Tonspur blieb verschollen.